# Fritz Dopfer
Fritz Dopfer (Innsbruck, 24. kolovoza 1987.), njemački je umirovljeni alpski skijaš, specijalist za tehničke discipline slalom i veleslalom.
Rođen je u Innsbrucku od oca Nijemca i majke Austrijanke. Do 10. godine živio je s obitelji u Bavarskoj, nakon čega se obitelj preselila u Tirol.
Za Austriju je nastupao do travnja 2007. kada prelazi u njemačku momčad, Pod njemačkom zastavom ostvario je i svoj prvi nastup u Svjetskom skijaškom kupu u listopadu iste godine. Tijekom prve tri sezone natjecao se uglavnom u Europskom kupu s povremenim nastupima u Svjetskom kupu bez većih ostvarenja. Prvo postolje u Svjetskom kupu postigao je osvajanjem trećeg mjesta u veleslalomu u Beaver Creeku u prosincu 2011. To je ujedno bilo prvo postolje u veleslalomu za Njemačku od siječnja 1994. godine.
Osvojio je brončano odličje u momčadskom natjecanju na Svjetskom prvenstvu 2013. u Schladmingu uz ostvarena 7. mjesta u slalomu i veleslalomu. Dvije godine kasnije u Beaver Creeku, osvojio je srebrno odličje u slalomu s 35 stotinki zaostatka iza Fancuza Jean-Baptista Grangea. Te godine ostvario je najbolji rezultat u Svjetskom kupu - sveukpno 5. mjesto među skijašima, 5. mjesto u slalomu i 4. u veleslalomu.
Na Zimskim olimpijskim igrama 2014. ostvario je 4. mjesto u slalomu, izgubivši broncu za pet stotinki od Henrika Kristoffersena. Zanimljivost je da je 4. mjesto dijelio s talijanskim skijašem Stefanom Grossom. Nastupio je i četiri godine kasnije u Pyeonchangu i zauzeo 26. mjesto u veleslalomu.